# العلاقات التونسية الدومينيكية
العلاقات التونسية الدومينيكية هي العلاقات الثنائية التي تجمع بين تونس ودومينيكا.

## مقارنة بين البلدين
هذه مقارنة عامة ومرجعية للدولتين:
| وجه المقارنة                                              | تونس                                       | دومينيكا              |
| --------------------------------------------------------- | ------------------------------------------ | --------------------- |
| المساحة (كم2)                                             | 163.61 ألف                                 | 751                   |
| عدد السكان (نسمة)                                         | 11.53 مليون                                | 73.92 ألف             |
| الكثافة السكانية (ن./كم²)                                 | 70.47                                      | 9.84 ألف              |
| العاصمة                                                   | تونس                                       | روسو                  |
| اللغة الرسمية                                             | اللغة العربية                              | لغة إنجليزية          |
| العملة                                                    | دينار تونسي                                | دولار شرق الكاريبي    |
| الناتج المحلي الإجمالي (بليون دولار)                      | 40.26 مليار                                | 562.54 مليون          |
| الناتج المحلي الإجمالي (تعادل القوة الشرائية) بليون دولار | 129.05 مليار                               | 789.63 مليون          |
| الناتج المحلي الإجمالي الاسمي للفرد دولار أمريكي          | 3.87 ألف                                   | 7.12 ألف              |
| الناتج المحلي الإجمالي للفرد دولار أمريكي                 | 11.44 ألف                                  | 10.88 ألف             |
| مؤشر التنمية البشرية                                      | 0.721                                      | 0.724                 |
| رمز المكالمات الدولي                                      | +216                                       | +1767                 |
| رمز الإنترنت                                              | .tn                                        | .dm                   |
| المنطقة الزمنية                                           | ت ع م+01:00، توقيت وسط أوروبا، ت ع م+02:00 | 00، توقيت أطلنطي موحد |

## منظمات دولية مشتركة
يشترك البلدان في عضوية مجموعة من المنظمات الدولية، منها:
| علم المنظمة | اسم المنظمة                        | تاريخ انضمام تونس | تاريخ انضمام دومينيكا |
| ----------- | ---------------------------------- | ----------------- | --------------------- |
|             | يونسكو                             | 8 نوفمبر 1956     | 9 يناير 1979          |
|             | مؤسسة التمويل الدولية              | 25 يوليو 1962     | 29 سبتمبر 1980        |
|             | منظمة حظر الأسلحة الكيميائية       | ?                 | ?                     |
|             | مؤسسة التنمية الدولية              | 30 ديسمبر 1960    | 29 سبتمبر 1980        |
|             | منظمة التجارة العالمية             | ?                 | ?                     |
|             | وكالة ضمان الاستثمار متعدد الأطراف | 7 يونيو 1988      | 7 أكتوبر 1991         |
|             | الاتحاد البريدي العالمي            | ?                 | ?                     |
|             | الاتحاد الدولي للاتصالات           | 14 ديسمبر 1956    | 28 أكتوبر 1996        |
|             | منظمة الشرطة الجنائية الدولية      | ?                 | ?                     |
|             | الأمم المتحدة                      | 12 نوفمبر 1956    | 18 ديسمبر 1978        |
|             | البنك الدولي للإنشاء والتعمير      | 14 أبريل 1958     | 29 سبتمبر 1980        |

## وصلات خارجية
- موقع وزارة الخارجية التونسية